# Can Ferrer Pagès (Saus, Camallera i Llampaies)
Can Ferrer Pagès és una casa de Camallera, al municipi de Saus, Camallera i Llampaies (Alt Empordà) que forma part de l'Inventari del Patrimoni Arquitectònic de Catalunya. Està situada dins del nucli urbà de la població de Camallera, a la part de ponent del terme, darrere l'església parroquial de Sant Bartomeu i formant cantonada entre els carrers Àngel Guimerà i de l'Església.

## Descripció
És un gran edifici aïllat de planta en forma de L, envoltat d'un gran jardí per la banda de tramuntana i de llevant. El cos principal, format per tres crugies, presenta la coberta de dues vessants disposada a diferent nivell i està distribuït en planta baixa i dos pisos. La façana principal és el resultat d'una remodelació que imita els paraments de carreus regulars dels palaus renaixentistes. A la planta baixa hi ha un gran portal central adovellat d'arc de mig punt i als costats, dues finestres rectangulars emmarcades amb carreus desbastats. La de l'esquerra presenta la data 1688 gravada a la llinda i la de la dreta l'any 1715. Al primer pis s'obren tres finestres rectangulars amb l'emmarcament motllurat i guardapols superior. L'obertura central presenta l'ampit i un voladís superior sostinguts amb mènsules estriades, i damunt seu hi ha un escut heràldic.
A la cantonada de llevant hi ha una finestra balconera doble rectangular, separada per una columna estriada amb capitell corinti. Les finestres de la segona planta, tot i que restituïdes, presenten la llinda plana decorada i sostinguda amb permòdols ornamentats. La façana està rematada amb un ràfec pintat de color blanc, amb els motius ornamentals en vermell, creat l'any 1953 a imitació dels ràfecs originals de la regió del segle xviii. La façana de llevant, encarada al jardí privat, presenta les obertures rectangulars originals, força més senzilles. La façana de ponent presenta un cos rectangular adossat d'una sola planta, amb terrassa superior a la que s'accedeix des del primer pis de l'edifici. Destaquen els dos portals originals de la façana principal, un de rectangular i l'altre de llinda plana sostinguda amb permòdols, ambdós emmarcats en pedra.
Darrere d'aquest cos hi ha altres edificis adossats al cos principal, dels que destaca una capella situada al primer pis. Presenta la capçalera poligonal i és de construcció recent, dedicada a la Mare de Déu del Roser, amb una talla renaixentista de la verge. A la planta baixa, a peu de carrer, hi ha un gran portal d'arc de mig punt adovellat. L'interior de l'edifici presenta sales cobertes amb voltes de canó bastides amb pedra o amb maó pla, la de la sala principal decorada amb llunetes i pintures murals datades al segle xix, que també es repeteixen en altres estances. A la llinda d'una porta de la sala principal hi figura l'any 1638 i cal destacar un portal de mig punt situat al mur sud, que presenta una prominent decoració escultòrica. Al guardapols hi ha escuts sostinguts per personatges i motius en relleu de tema floral i geomètric. A la planta baixa es conserva la premsa i la bodega amb diversos estris originals.
Majoritàriament, la construcció està arrebossada i pintada, exceptuant la façana del cos principal, bastida amb carreus ben escairats disposats en filades.

## Història
Can Ferrer Pagès, també coneguda amb el nom de Can Ribot, és una de les grans cases pairals de Camallera. La construcció d'aquest casal data dels segles XVII-XVIII (en una llinda de la planta noble apareix la data del 1638, i en una finestra de la planta baixa el 1715).L'any 1953 l'arquitecte Joan Maria Ribot va dirigir les obres de remodelació que han configurat l'aspecte actual de l'edifici, en integrar al conjunt elements procedents d'altres construccions i canviar la disposició de la façana principal, que va quedar situada al carrer de l'Església.
Hi ha notícies que la finestra cantonera de la façana principal procedeix d'un mas del terme de Bàscara.
A l'interior de l'edifici, a la sala principal, destaca un cicle de decoració pictòrica mural datat al segle xix. També destaca una porta amb decoració esculpida, situada al mur sud de la sala major, la qual procedeix d'una casa del carrer de la Força de Girona, segons Joan Badia.